# Ницэ, Роберт
Роберт Ионел Ницэ (рум. Robert Ionel Niţă, 31 марта 1977 года, Бухарест) — румынский футболист, нападающий.

## Карьера
Родился в Бухаресте, заниматься футболом начал в школе «Стяуа». Не пробившись в основу, выступал за «Корвинул», «Чиментул» и «Оцелул» из Галаца. Затем снова на короткий период времени вернулся в родную команду.
В 2000 году перешёл в «Форесту», а затем в бухарестский «Рапид», с которым добился самых значительных успехов в карьере. В сезоне 2000/01 занял третье место в споре бомбардиров с 14-ю мячами. 
После Рапида играл в Израиле, снова в Румынии, а в 2008 году уехал во Вьетнам. В 2010 году завершил карьеру игрока. 

## Достижения
Рапид Бухарест:
- Чемпион Румынии: 2002/03
- Обладатель Кубка Румынии: 2001/02
- Обладатель Суперкубка Румынии: 2002, 2003